# Charles Wright (poeta)
Charles Wright (Tennessee, 25 de agosto de 1935) é um pota norte-americano. Venceu o National Book Award em 1983 pela obra Country Music: Selected Early Poems e o Prêmio Pulitzer de Poesia por Black Zodiac (1998). De 2014 a 2015, foi poeta laureado dos Estados Unidos.